# فریج الغانم جدید
فریج الغانم جدید یک منطقهٔ مسکونی در قطر است که در شهرداری الریان واقع شده‌است. فریج الغانم جدید ۰٫۶ کیلومتر مربع مساحت دارد ۲۶ متر بالاتر از سطح دریا واقع شده‌است.